# Dietlikon

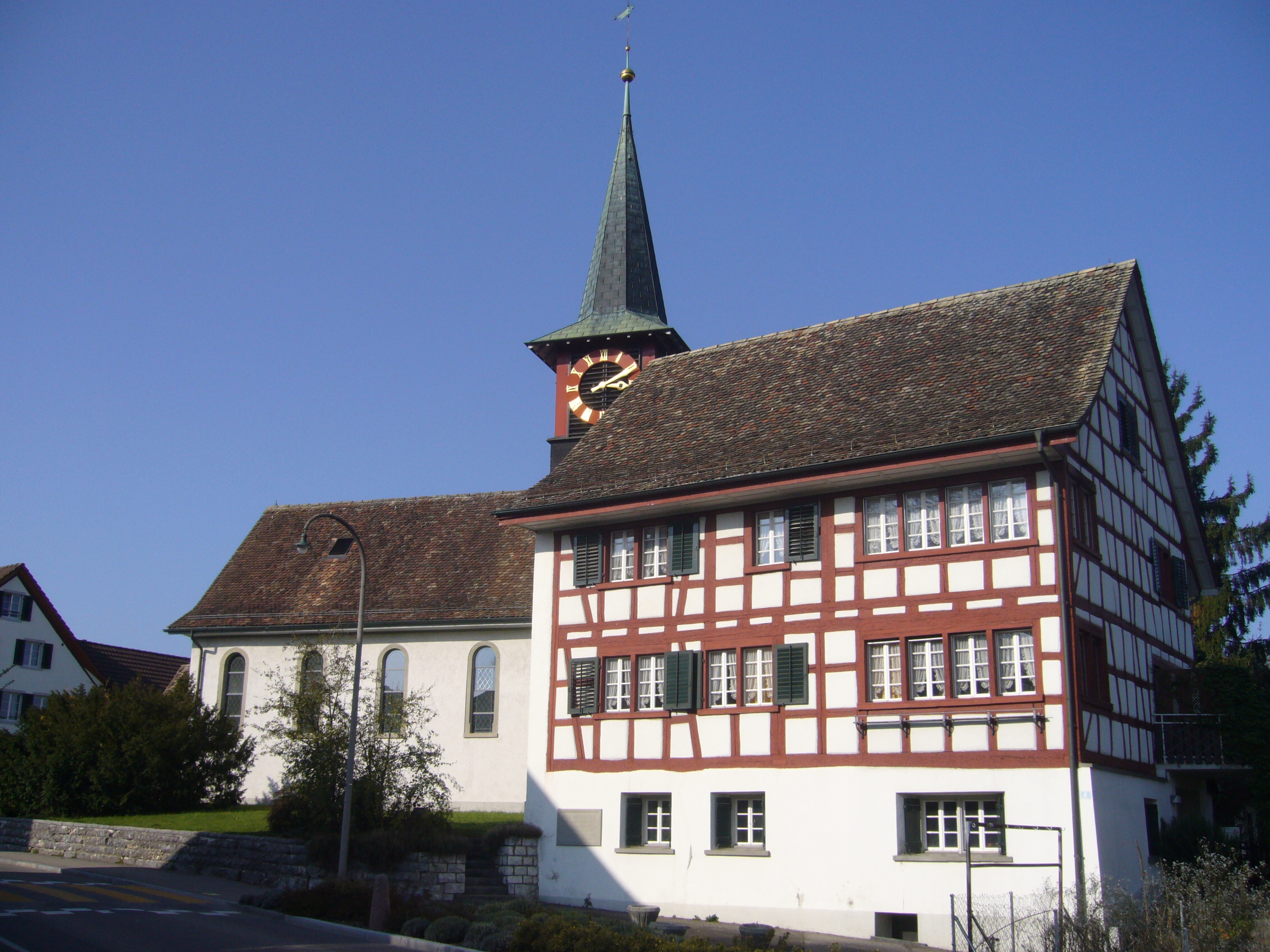

Dietlikon is een gemeente en plaats in het Zwitserse kanton Zürich, en maakt deel uit van het district Bülach.
Dietlikon telt 6859 inwoners.